# Girondins Bordeaux
Football Club des Girondins de Bordeaux – francuski klub piłkarski z siedzibą w Bordeaux występujący w Championnat National 2 w grupie B.

## Historia
Klub Girondins został założony 1 października 1881 lub 1 lutego 1882 (źródła podają różne daty). Pierwotna nazwa brzmiała: Societe de Gymnastique et de Tir de Girondins. Był to klub tak zwany „omnisport”, czyli wielosekcyjny (biegi, szermierka, pływanie…). W 1910 powstała sekcja piłki nożnej, która funkcjonowała jednak tylko jeden rok. Reaktywowana została w roku 1919 i po fuzji z Argus Sport Bordeaux przyjął kolory, które funkcjonują do dzisiaj.
W 1924 doszło do zmiany nazwy na Girondins Guyenne Sports. Kolejna fuzja nastąpiła w roku 1930 z Sport Athletic Bordelais i skutkowała też zmianą nazwy na Girondins de Bordeaux Football Club. W roku 1935 do klubu został wchłonięty FC Bordeaux. W 1937 roku Żyrondyści zdobyli tytuł Mistrza Francji amatorów i w tym samym roku uzyskali statut klubu zawodowego.
Swój pierwszy mecz rozegrali 22 sierpnia 1937 z Tuluzą. Przegrali 2:3. Kolejna zmiana nazwy nastąpiła w czasie wojny. Z powodów społecznych doszło do fuzji z Association Sportive du Port i pod tą nazwą z przedrostkiem „Girondins” klub funkcjonował w latach 1940–1945. W 1945 Żyrondyści debiutowali w I lidze oraz wrócili do nazwy FC Girondins de Bordeaux.
Swój pierwszy tytuł Mistrza Francji klub zdobył w 1950. Największym sukcesem był finał Pucharu UEFA w 1996 roku, przegrany 1:5 (0:2 i 1:3) z Bayernem Monachium.
Klub z powodu problemów finansowych ogłosił upadłość w 2024 roku. Potem klub zaczął grę od nowa w Championnat National 2 w grupie B .

## Sukcesy
- Mistrzostwo Francji (6): 1950, 1984, 1985, 1987, 1999, 2009
- Wicemistrzostwo Francji (9): 1952, 1965, 1966, 1969, 1983, 1988, 1990, 2006, 2008
- Puchar Francji (4): 1941, 1986, 1987, 2013
- Puchar Ligi Francuskiej (3): 2002, 2007, 2009
- Superpuchar Francji (2):1986, 2008
- Puchar Intertoto UEFA (1): 1995
- Finał Pucharu UEFA (1): 1996

## Szkoleniowcy
| - 1937–1942: Benito Díaz - 1942–1943: Santiago Urtizberea - 1943: Eugen Stern - 1943–1945: Oscar Saggiero - 1945–1947: Maurice Bunyan - 1947–1957: André Gérard - 1957: Santiago Urtizberea - 1957–1960: Camille Libar - 1960–1967: Salvador Artigas - 1967–1970: Jean-Pierre Bakrim - 1970: Pierre Danzelle - 1970–1972: André Gérard - 1972–1974: Pierre Phelipon - 1974–1976: André Menaut - 1976–1978: Christian Montes - 1978–1979: Luis Carniglia - 1979–1980: Raymond Goethals - 1980–1989: Aimé Jacquet - 1989: Didier Couécou - 1989–1990: Raymond Goethals - 1990: Gernot Rohr - 1990–1991: Gérard Gili |  | - 1991–1992: Gernot Rohr - 1992–1994: Rolland Courbis - 1994–1995: Toni - 1995: Eric Guérit - 1995–1996: Slavo Muslin - 1996: Gernot Rohr - 1996–1997: Rolland Courbis - 1997: Guy Stéphan - 1998–2003: Elie Baup - 2003–2005: Michel Pavon - 2005–2007: Ricardo Gomes - 2007–2010: Laurent Blanc - 2010–2011: Jean Tigana - 2011–2014: Francis Gillot - 2014–2016: Willy Sagnol - 2016 : Ulrich Ramé - 2016–2018: Jocelyn Gourvennec - 2018: Gustavo Poyet - 2018–2019 : Éric Bedouet - 2019–2020: Paulo Sousa - 2020–2021: Jean-Louis Gasset - 2021–2022: Vladimir Petković - 2022-2023: David Guion - 2023-: Albert Riera |

## Obecny skład
Stan na 25 lipca 2024
| Bramkarze - 1. Karl-Johan Johnsson - 99. Grégoire Swiderski Obrońcy - 4. Malcom Bokele - 5. Yoann Barbet - 19. Jacques Ekomié - 33. Mathys Angely - 34. Clément Michelin | Pomocnicy - 6. Danyło Ihnatenko - 7. Jérémy Livolant - 8. Issouf Sissokho - 10. Gaëtan Weissbeck - 18. Emmanuel Biumla - 20. Pedro Díaz - 22. Mathias De Amorim - 26. Emeric Depussay - 72. Yohan Cassubie Napastnicy - 9. Žan Vipotnik - 11. Alexi Pitu - 17. Alberth Elis - 81. Marvin De Lima - 91. David Tebili |